# 佩尔蒂·乌科拉
佩尔蒂·乌科拉（芬蘭語：Pertti Ukkola，1950年8月10日—），芬兰男子摔跤运动员。他曾代表芬兰参加1972年、1976年和1980年夏季奥林匹克运动会摔跤比赛，获得一枚金牌。